# За една тройка
„За една тройка“ е български игрален филм (приключенски, семеен) от 1983 година на режисьора Лиляна Пенчева, по сценарий на Евгения Радева. Оператор е Георги Георгиев. Музиката във филма е композирана от Божидар Петков.

## Актьорски състав
- Лили Митова – Марги
- Цветана Манева – Несторова
- Велко Кънев – Бащата на Владимир
- Лили Узунова – Ани
- Георги Вачев – Веско
- Владислав Раднев – Владимир
- Любомир Цветков
- Анета Сотирова - майката на Марги
- Владимир Николов
- Люба Петрова
- Пламен Дончев
- Кина Мутафова